# 대체육

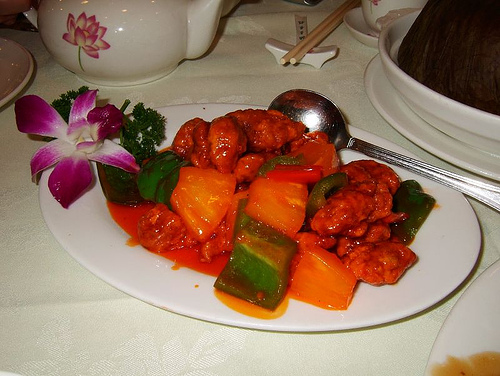
홍콩 스타일의 두부

대체육(代替肉, 영어: meat alternative 또는 meat substitute)은 비 동물성 재료로 모양과 식감을 고기와 유사하게 만든 식재료이다. 대부분의 대체육이 콩단백질 또는 밀가루 글루텐 등의 식물성 재료로 만들어져 식물성 고기(植物性--)라고도 불리며, 균단백질(mycoprotein)을 활용한 비 식물성의 대체육도 있다.

## 지역별 대체육
대표적인 대체육인 베지버거류는 세계 대부분의 패스트푸드점과 패밀리레스토랑에서 판매되고 있다. 버거킹(2005년)과 맥도날드, 서브웨이, KFC 같은 패스트푸드점, 패밀리레스토랑(franchise Hungry Jack’s, Harvey’s Red Robin, Chilis, Denny’s, Johnny Rockets, Ruby Tuesday’s)에서도 다양한 메뉴로 판매되고 있다. 현재, 여러 회사에서 간편하게 조리해서 먹는 냉동식품형태로 다양한 제품으로 출시되고 있다. 켈로그사는 ‘Morningstar Farms’ 라는 상표로 ‘Veggie Wings, Chik’ n Nuggets’ 등 순식물성 고기 제품을 판매하고 있다. 'Sanitarium Health Food Company’ 는 1898년에 세워진 호주, 뉴질랜드의 시리얼회사이며, 베지버거, 민스, 핫도그, 소시지, 햄 등 20여 종 이상의 식품을 개발·판매하고 있다. 그 밖에 영국, 미국등 수많은 회사에서 베지버거, 미트, 햄 등 여러 종류의 대체육을 제조 및 판매하고 있다.대만에서는 조직화 대두단백 및 단백사 등의 원료 및 스테이크, 미트볼, 소시지, 햄류 및 생선 맛을 내는 대체육 및 생선회 등을 만들고 있다.

## 영양학적 효능
대체육은 고기에 비해 영양학적으로 좋은 장점을 가지기도 한다. 대체육의 경우 동물성 지방을 함유하고 있지 않아,  콜레스테롤이나 포화지방산과 관련해 심혈관계 질환 및 생활습관병 예방에 도움이 된다. 동물성 식품에서 유래될 수 있는 질병에 대한 감염의 우려가 없으며, 동물성 고기에는 섬유질, 비타민과 미네랄이 부족하지만, 잘 만들어진 대체육에는 이들이 풍부하게 들어 있다. 또한 소화 시간도 육식에 비해 짧아서 위와 장에 부담이 적다.

### 식물성 단백질
단백질을 구성하는 아미노산은 20여 종이 있는데, 대사과정 중 합성되지 않아 식품으로 반드시 섭취해야 하는 v필수아미노산은 성인의 경우, 발린, 루신, 아이소루신, 메티오닌, 트레오닌, 라이신, 페닐알라닌, 트립토판의 8종이고, 어린이와 회복기의 환자는 아르지닌과 히스티딘이 추가된다. 콩고기를 만드는 주원료인 대두는 단일 식품원료로는 단백질 함량이 가장 높고, 소화 흡수율과 아미노산 조성이 뛰어나다.
최근에는 미 FDA(식품의약청), FAO(국제연합식량농업기구),WHO(세계보건기구) 등에서 채택한 단백질 소화성에 의한 아미노산가(PDCAAS, Protein Digestibility Corrected Amino Acid Score)로 식품의 아미노산 조성을 평가하는데, 대두는 그 값이 ‘0.92’로, 우수단백질 공급원이라고 불리는, 계란(1.0),우유(1.0), 쇠고기(0.72)에 비해 낮지 않다. 콩고기의 원료로 많이 사용되는 대두분리단백은 ‘1.0’으로 소화 흡수율이 아주 좋은 양질의 단백질로 인정된다.

### 영양학적 성분

#### 일반 육고기와 콩, 밀가루의 100g당 성분[1]
| 식품명         | 수분(%) | 에너지(Kcal) | 단백질(g) | 지질(g) |
| -------------- | ------- | ------------ | --------- | ------- |
| 소고기         | 71      | 150          | 21.2      | 6.6     |
| 닭고기(가슴살) | 74      | 109          | 13.1      | 1.2     |
| 콩             | 9.7     | 400          | 36.2      | 17.8    |
| 밀가루         | 8.4     | 366          | 8.5       | 6.8     |

## 종류

### 식물성고기 재료
| 제품명          | 주원료     | 특성                                                               | 용도                                               |
| --------------- | ---------- | ------------------------------------------------------------------ | -------------------------------------------------- |
| 대두분리단백질  | 대도       | 단백질 함량 85%이상, 아이소플라본 함유, 고단백질공급원             | 소시지, 치킨 가슴살 및 너겟, 식물성 슬라이스 햄 등 |
| 조직화 대두단백 | 대두       | 탈지대두 사용, 압출기로 다양한 모양으로 성형                       | 베지버거, 미트, 소시지, 치킨너겟 햄볼 등           |
| 밀 글루텐       | 밀         | 생글루텐(활성글루텐), 분말글루텐, 결착력이 강하여 쫄깃한 식감을 냄 | 밀고기, 베지버거, 미트 등에 섞어서 사용            |
| 완두단백질      | 완두콩     | 단백질 25%                                                         | 대중화되어있지 않음                                |
| 퀀(Quorn)       | 버섯(균류) | Mycoprotein, 주로 영국에서 제조됨                                  | 버거류, 소시지, 그릴 등                            |

### 콩고기
콩고기의 원료로는 대두 자체, 대두 분말(콩가루), 대두단백과 탈지대두 등으로 만든 조직화 대두단백(TVP,texturized vegetable protein) 등이 있다. 주로 사용되는 농축대두단백(CSP: Concentrated Soy Protein), 대두분리단백(ISP: Isolated Soy Protein)은 대두의 단백질을 분리, 추출한 것으로, 콩고기의 원료로 쓰일 뿐 아니라 효소에 의하여 단백질을 변성시킨 후 혹은 분리대두단백 그대로 과자, 빵, 소시지 등에 첨가하여 단백질 강화원료로도 많이 쓰인다.

### 밀고기
밀가루 반죽을 찬물에 넣고 계속 주무르면 전분질은 물에 용해되어 빠져나가 글루텐만 남게 되는데, 이것을 뭉쳐 밀고기를 만들 수 있다. 글루텐은 밀, 보리 등에 함유되어 있는 불용성 단백질로 몇 가지 단백질이 혼합되어 조성된다. 점성과 탄성이 있어 다른 대체육보다 씹는 감이 좋으며 조직감이 강하다.

## 같이 보기
- 채식주의
- Textured vegetable protein
- 웰빙
- 콩
- 밀
- 인조고기
- 배양육